# Tiroteos de Bowdoin y Yarmouth de 2023
El 18 de abril de 2023, cuatro personas fueron asesinadas en una propiedad en Bowdoin, Maine, Estados Unidos. Posteriormente se realizaron disparos contra vehículos, aparentemente al azar, a lo largo de la Interestatal 295 en Yarmouth. Tres miembros de una familia resultaron heridos, uno de ellos de gravedad. Un sospechoso, un hombre de Maine de 34 años, fue detenido.

## Tiroteo
El primer tiroteo ocurrió en una propiedad rural en Bowdoin, donde murieron cuatro personas, dos de ellas familiares del presunto tirador. Una persona fue encontrada muerta en el granero y las otras tres en la casa. Luego, el tirador condujo cuarenta minutos hacia el sur, hasta el área de Yarmouth. Abrió fuego indiscriminadamente contra varios coches, hiriendo a un hombre de 59 años y a su hijo y su hija, ambos de unos 20 años. La hija resultó gravemente herida.

## Acusado
Joseph Eaton, de 34 años, fue arrestado y acusado de cuatro cargos de asesinato el 18 de abril después de que la policía lo localizara y detuviera cerca de la Interestatal 295. La policía dice que posteriormente confesó los asesinatos de su madre, su padre y una pareja, descritos como los mejores amigos de sus padres en Bowdoin, así como a disparar contra vehículos a lo largo de la carretera interestatal. Eaton había sido liberado del Centro Correccional de Maine en Windham cuatro días antes del tiroteo después de cumplir una sentencia por agresión. No fue acusado de inmediato por los tiroteos cerca de Yarmouth.